# Lech Zagumny
Lech Zagumny (ur. 11 czerwca 1947 w Warszawie) – polski siatkarz, rozgrywający, trzykrotny mistrz Polski z Legią Warszawa, potem trener; ojciec Pawła Zagumnego.

## Życie prywatne
Jego żona Hanna z domu Dybcio również była siatkarką. Reprezentowała barwy warszawskiej Legii. Następnie podjęła pracę szkoleniową. Mają syna Pawła i córkę Agnieszkę. Syn także zajął się piłką siatkową.
W 1974 Lech Zagumny ukończył Akademię Wychowania Fizycznego w Warszawie na kierunku ogólnym ze specjalizacją siatkówki.

## Kariera w piłce siatkowej

### Kariera zawodnicza
Przygodę z siatkówką rozpoczął w 1960 w Legii. Jego pierwszym szkoleniowcem był pułkownik Maciej Łuczak. Od niego nauczyłem się najwięcej – stwierdził Zagumny. W barwach warszawskiego zespołu wywalczył tytuł mistrza Polski w latach 1967, 1969, 1970, wicemistrzostwo w 1971 oraz brązowy medal w 1968. Z wojskowym klubem uplasował się na pozycji 3-4 w Pucharze Europy. W 1972 został zawodnikiem Warszawianki, w której grał przez dwa lata.

### Kariera trenerska
W latach 1974–1977 był trenerem kobiecej drużyny Gamrat Jasło. Pod jego kierunkiem zawodniczki z Jasła wywalczyły awans do II ligi. Potem przez jeden sezon trenował zespół mężczyzn Karpaty Krosno, który uplasował się na 3. lokacie w rozgrywkach II-ligowych. W 1979 objął stanowisko szkoleniowca AZS-u Politechniki Warszawa. Był trenerem żeńskiej i męskiej drużyny. W sezonie 1993/1994 zespół mężczyzn pod jego dowództwem awansował do Serii B (wtedy 3. poziom ligowy). W 1997 drużyna znalazła się w II lidze (obecnie I liga, zaplecze ekstraklasy). W 2003, pokonując w spotkaniach barażowych Górnik Radlin, warszawianie awansowali do Polskiej Ligi Siatkówki. 4 listopada 2003 po przegranym meczu 5. kolejki ligowej 0:3 na wyjeździe z Jastrzębiem podał się do dymisji.